# Bronisław Stepaniuk
Bronisław Stepaniuk (ur. 26 kwietnia 1931 w Nabrożu-Kolonii, zm. 12 sierpnia 2019) – polski polityk, poseł na Sejm PRL IX kadencji.

## Życiorys
Był członkiem Związku Młodzieży Wiejskiej i Związek Młodzieży Polskiej, a od 1965 Zjednoczonego Stronnictwa Ludowego. Pełnił funkcje prezesa koła (od 1972) i członka Gminnego Komitetu ZSL (od 1973). Członek Wojewódzkiego Komitetu ZSL, prezes GK ZSL (od 1980). Był radnym Gminnej Rady Narodowej, członkiem prezydium i przewodniczącym Komisji Samorządowej. Członek Gminnej Rady Patriotycznego Ruchu Odrodzenia Narodowego. Członek także Kółka Rolniczego. W latach 1985–1989 pełnił mandat posła na Sejm PRL IX kadencji w okręgu Zamość, zasiadając w Komisji Ochrony Środowiska i Zasobów Naturalnych.

## Odznaczenia
- Srebrny Krzyż Zasługi
- Medal 40-lecia Polski Ludowej
- Odznaka „Zasłużony Pracownik Rolnictwa”